# Rochet (Motorradhersteller)
Rochet war ein französisches Unternehmen der Zweiradindustrie.

## Unternehmensgeschichte
Das Unternehmen hatte seinen Sitz an der Chaussée Périgord 134 in Amiens. Unter dem Markennamen De Dion-Bouton stellte es von 1926 bis 1930 Motorräder her. Die Verbindung zu De Dion-Bouton ist unklar.
Es war damals keineswegs unüblich, dass Unternehmen die Markenrechte anderer Unternehmen zumindest für bestimmte Produkte erwarben und nutzten. So war Établissements Chichery aus Le Blanc ab 1931 im Besitz der Rechte an der Marke De Dion-Bouton für Zweiräder.
Es sind keine Verbindungen zu Cycles Rochet aus dem nahegelegenen Albert, Rochet Frères aus Lyon, Rochet-Schneider ebenfalls aus Lyon und Société Rochet aus Paris bekannt.

## Produkte
Im Sortiment standen Motorräder. Es gab Modelle mit einem Zweitaktmotor und wahlweise 173 cm³ oder 247 cm³ Hubraum. Daneben wird ein Motor mit OHV-Ventilsteuerung und 347 cm³ Hubraum genannt.